# Омон Обрак
Омон Обрак (фр. Aumont-Aubrac) насеље је и општина у јужној Француској у региону Лангдок-Русијон, у департману Лозер која припада префектури Манд.
По подацима из 2011. године у општини је живело 1104 становника, а густина насељености је износила 41,61 становника/km². Општина се простире на површини од 26,53 km². Налази се на средњој надморској висини од 1 041 метар (максималној 1.165 m, а минималној 970 m).

## Демографија
| 1962. | 1968. | 1975. | 1982. | 1990. | 1999. | 2011. |
| ----- | ----- | ----- | ----- | ----- | ----- | ----- |
| 1.116 | 1.037 | 1 034 | 1 049 | 1.050 | 1.031 | 1.104 |

График промене броја становника у току последњих година